# Akiyoshi Hongo
Akiyoshi Hongo (本郷あきよし, Hongō Akiyoshi) est, d'après de nombreuses rumeurs, un pseudonyme utilisé par la société commerciale japonaise Bandai. Il désignerait les quelques membres et employés à l'origine de la création de la franchise médiatique Digimon et comprendrait Aki Maita, Hiroshi Izawa et Takeichi Hongo, tous trois initialement concepteurs du gadget électronique Tamagotchi. 
Le nom Yoshi vient de Katsuyoshi Nakatsuru (aussi intitulé Katsuhiro Nakatsuru), et il est le concepteur des personnages de Dragon Ball GT. Il a aussi narré les films de Dragon Ball Z (seulement les films créés en tant qu'anime).
Il a également travaillé sur un jeu des séries Dragon Warrior (mieux connu sous Dragon Quest).